# Lohhof (Nürnberg)
Lohhof (nürnbergisch: Louhuf) ist ein Stadtteil der kreisfreien Stadt Nürnberg und gehört zum Statistischen Bezirk 55 (Krottenbach, Mühlhof).

## Lage
Lohhof bildet mit Gerasmühle im Norden eine geschlossene Siedlung. Diese liegt am linken Ufer der Rednitz. Eine Gemeindeverbindungsstraße führt nach Krottenbach (1,1 km südwestlich) bzw. nach Koppenhof zur Bundesstraße 2 (0,7 km östlich). Eine weitere Gemeindeverbindungsstraße führt nach Deutenbach (1,2 km nordwestlich) bzw. nach Mühlhof (1,4 km südlich).

## Geschichte
1353 wurde der Ort als „Lonhof“ erstmals urkundlich erwähnt. Konrad Groß schenkte dem von ihm gegründeten Heilig-Geist-Spital. Das Bestimmungswort des Ortsnamens ist mhd. lā für ‚Lache, Sumpf(wiese)‘. Der Lohhof gehörte zunächst den Rittern von Laufamholz. 1424 verkaufte man ihn an den Nürnberger Patrizier Marquard Mendel. Möglicherweise schon bald nach seiner Erbauung ist ein Herrensitz in Lohhof bei Mühlhof wieder abgetragen worden. Er soll auf einer Wiese am östlichen Rednitzufer vor der heutigen Lohhofer Brücke gestanden haben.
Gegen Ende des 18. Jahrhunderts bestand Lohhof aus zwei Anwesen. Das Hochgericht übte das brandenburg-ansbachische Oberamt Schwabach aus, was von der Reichsstadt Nürnberg bestritten wurde. Das Spitalamt Heilig Geist war Grundherr der beiden Halbhöfe.
Von 1797 bis 1808 unterstand Lohhof dem Justiz- und Kammeramt Schwabach. 1806 kam der Ort an das Königreich Bayern. Im Rahmen des Gemeindeedikts wurde 1808 Lohhof dem Steuerdistrikt Reichelsdorf und der 1818 gebildeten Ruralgemeinde Reichelsdorf zugeordnet. Am 15. Juni 1922 wurde Lohhof im Zuge der Gebietsreform in Bayern nach Nürnberg eingemeindet.

### Baudenkmäler
In Lohhof gibt es zwei Baudenkmäler:
- Drahtzieherstraße 2, 4a: Wohnstallhaus mit ehemaligem Schweinestall
- Drahtzieherstraße 8: Ehemaliges Gesindehaus

### Einwohnerentwicklung
| Jahr      | 001818 | 001840 | 001861 | 001871 | 001885 | 001900 | 001910 |
| Einwohner | 17     | 16     | 70     | 29     | 138    | 160    | 189    |
| Häuser    | 2      | 4      |        |        | 6      | 9      |        |
| Quelle    | [ 11 ] | [ 12 ] | [ 13 ] | [ 14 ] | [ 15 ] | [ 16 ] | [ 17 ] |

## Religion
Lohhof ist seit der Reformation evangelisch-lutherisch geprägt und bis heute nach  St. Johannes Baptist (Eibach) gepfarrt. Die Katholiken gehören seit 1953 zur Pfarrei St. Walburga (Eibach).

## Infrastruktur
Neben Siedlungsbebauung sind in Lohhof auch etliche Betriebe ansässig.